# Erioptera geniculata
Erioptera geniculata är en tvåvingeart som beskrevs av Edwards 1931. Erioptera geniculata ingår i släktet Erioptera och familjen småharkrankar. Inga underarter finns listade i Catalogue of Life.